# Chris Silva
Junior Christopher Obame Correia Silva, detto Chris (Libreville, 19 settembre 1996), è un cestista gabonese.

## Statistiche

### NCAA
| Anno      | Squadra        | PG  | PT  | MP   | TC%  | 3P%  | TL%  | RP  | AP  | PRP | SP  | PP   |
| --------- | -------------- | --- | --- | ---- | ---- | ---- | ---- | --- | --- | --- | --- | ---- |
| 2015-2016 | S.C. Gamecocks | 32  | 6   | 13,3 | 48,2 | -    | 60,9 | 4,5 | 0,2 | 0,4 | 0,9 | 5,4  |
| 2016-2017 | S.C. Gamecocks | 37  | 37  | 20,9 | 52,4 | 0,0  | 74,9 | 6,1 | 0,4 | 0,6 | 1,4 | 10,2 |
| 2017-2018 | S.C. Gamecocks | 33  | 33  | 25,8 | 46,7 | 41,7 | 75,3 | 8,0 | 1,2 | 0,6 | 1,4 | 14,3 |
| 2018-2019 | S.C. Gamecocks | 32  | 32  | 26,8 | 50,8 | 50,0 | 74,4 | 7,6 | 0,9 | 0,9 | 1,9 | 15,2 |
| Carriera  | Carriera       | 134 | 108 | 21,7 | 49,7 | 47,5 | 72,9 | 6,5 | 0,7 | 0,6 | 1,4 | 11,3 |

#### Massimi in carriera
- Massimo di punti: 32 vs Auburn (22 gennaio 2019)[1]
- Massimo di rimbalzi: 17 vs Texas A&M (5 marzo 2019)
- Massimo di assist: 4 (2 volte)
- Massimo di palle rubate: 3 (6 volte)
- Massimo di stoppate: 6 vs Coastal Carolina (30 novembre 2018)
- Massimo di minuti giocati: 39 vs Tennessee (13 febbraio 2019)

### NBA
| Anno      | Squadra            | PG | PT | MP  | TC%  | 3P%  | TL%  | RP  | AP  | PRP | SP  | PP  |
| --------- | ------------------ | -- | -- | --- | ---- | ---- | ---- | --- | --- | --- | --- | --- |
| 2019-2020 | Miami Heat         | 44 | 0  | 7,9 | 61,5 | 0,0  | 67,3 | 2,9 | 0,5 | 0,2 | 0,5 | 3,0 |
| 2020-2021 | Miami Heat         | 11 | 0  | 7,5 | 69,2 | 100  | 73,3 | 2,3 | 0,5 | 0,1 | 0,5 | 2,7 |
| 2020-2021 | Sacramento Kings   | 4  | 0  | 2,3 | 33,3 | -    | -    | 0,5 | 0,0 | 0,0 | 0,3 | 0,5 |
| 2021-2022 | Minnesota T'wolves | 1  | 0  | 3,0 | -    | -    | -    | 1,0 | 0,0 | 0,0 | 0,0 | 0,0 |
| 2021-2022 | Miami Heat         | 9  | 0  | 9,8 | 53,3 | -    | 83,3 | 3,9 | 0,8 | 0,0 | 0,1 | 2,9 |
| 2022-2023 | Dallas Mavericks   | 1  | 0  | 3,0 | 100  | -    | -    | 0,0 | 0,0 | 0,0 | 0,0 | 2,0 |
| Carriera  | Carriera           | 70 | 0  | 7,6 | 60,9 | 25,0 | 70,7 | 2,7 | 0,5 | 0,1 | 0,4 | 2,8 |

#### Massimi in carriera
- Massimo di punti: 13 vs Philadelphia 76ers (14 gennaio 2021)[2]
- Massimo di rimbalzi: 11 vs Indiana Pacers (14 agosto 2020)
- Massimo di assist: 4 vs Philadelphia 76ers (12 gennaio 2021)
- Massimo di palle rubate: 3 vs Boston Celtics (28 gennaio 2020)
- Massimo di stoppate: 3 (2 volte)
- Massimo di minuti giocati: 24 vs Indiana Pacers (14 agosto 2020)

### G League
| Anno      | Squadra           | PG  | PT  | MP   | TC%  | 3P%  | TL%  | RP  | AP  | PRP | SP  | PP   |
| --------- | ----------------- | --- | --- | ---- | ---- | ---- | ---- | --- | --- | --- | --- | ---- |
| 2019-2020 | S. Falls Skyforce | 2   | 0   | 18,0 | 83,3 | -    | 50,0 | 4,0 | 2,0 | 0,5 | 2,5 | 11,5 |
| 2021-2022 | Iowa Wolves       | 29  | 27  | 26,8 | 57,0 | 11,1 | 73,0 | 9,5 | 2,6 | 0,8 | 1,0 | 16,5 |
| 2022-2023 | C.P. Skyhawks     | 40  | 39  | 25,7 | 55,3 | 50,0 | 74,8 | 9,4 | 2,6 | 0,8 | 1,5 | 14,2 |
| 2023-2024 | C.P. Skyhawks     | 41  | 36  | 27,0 | 54,7 | 30,0 | 79,6 | 8,6 | 3,1 | 0,8 | 1,1 | 17,0 |
| Carriera  | Carriera          | 112 | 102 | 26,4 | 55,9 | 25,8 | 76,2 | 9,0 | 2,8 | 0,8 | 1,2 | 15,8 |